# Lithocarpus pseudoxizangensis
Lithocarpus pseudoxizangensis Z.K.Zhou & H.Sun – gatunek roślin z rodziny bukowatych (Fagaceae Dumort.). Występuje naturalnie w południowych Chinach – w południowo-wschodniej części Tybetu. 

## Morfologia
PokrójZimozielone drzewo dorastające do 20 m wysokości.
LiścieBlaszka liściowa jest skórzasta i ma eliptyczny kształt. Mierzy 15–25 cm długości oraz 10–12 cm szerokości, jest całobrzega, ma klinową lub zbiegającą po ogonku nasadę i ogoniasty wierzchołek. Ogonek liściowy jest nagi i ma 20 mm długości.
OwoceOrzechy w kształcie bąka, dorastają do 25 mm długości i 28 mm średnicy. Osadzone są pojedynczo w miseczkach o kulistym kształcie. Orzechy są całkowicie otulone w miseczkach.

## Biologia i ekologia
Rośnie w wiecznie zielonych lasach. Występuje na wysokości od 800 do 2000 m n.p.m.